# Liste der Naturdenkmale in Gornhausen
Die Liste der Naturdenkmale in Gornhausen nennt die im Gemeindegebiet von Gornhausen ausgewiesenen Naturdenkmale (Stand 11. März 2024).

## Naturdenkmale
| Nr.         | Bezeichnung | Lage                                                               | Beschreibung                               | Bild                                    |
| ----------- | ----------- | ------------------------------------------------------------------ | ------------------------------------------ | --------------------------------------- |
| ND-7231-395 | Barbelley   | südwestlich des Ortes; Abteilung Kampwäldchen Zischerwäldchen Lage | Felsformation                              | mehr Fotos \| Fotos hochladen           |
| ND-7231-396 | Alte Eiche  | südlich des Ortes; Flur Auf dem Rück Lage                          | Quercus sp., einer von ehemals zwei Bäumen | Direkt Bild zu diesem Denkmal hochladen |

## Ehemalige Naturdenkmale
| Nr. | Bezeichnung        | Lage                                   | Beschreibung                                 | Bild                                    |
| --- | ------------------ | -------------------------------------- | -------------------------------------------- | --------------------------------------- |
|     | Dreistämmige Buche | südwestlich des Ortes im Hesselbachtal | Fagus sylvatica; Rechtsverordnung aufgehoben | Direkt Bild zu diesem Denkmal hochladen |